# Mamy Blue
Mamy Blue è un brano musicale composto dall'autore francese Hubert Giraud e fu inciso per la prima volta nel dicembre del 1970 da Nicoletta e pubblicato nel 1971 come lato A del 45 giri Mamy Blue/Visage. Nello stesso anno il brano fu tradotto in italiano e in inglese e furono pubblicate diverse versioni.

## Versioni
Nel 1971 Herbert Pagani aveva scritto il testo in italiano, nel mese di settembre furono incise, praticamente in contemporanea, le versioni di Ivana Spagna (suo disco d'esordio)  e Dalida,  qualche tempo dopo fu pubblicata la versione di Johnny Dorelli con il lato B E penso a te che sarà utilizzata come sigla della 23ª edizione della trasmissione radiofonica Gran varietà.
Sempre lo stesso anno fu lanciata la prima versione in inglese (testo di Phil Trim) dal gruppo spagnolo Los Pop Tops che ottenne un successo internazionale raggiungendo la vetta delle hit parade di Germania, Svizzera, Francia, Norvegia, Belgio, in Italia e in Israele. 
Il cantante libanese Ricky Shayne realizzò la canzone in tedesco (1972); l'artista Inger Lise Rypdal registrò la versione in norvegese. Anche i Pop Tops incisero la loro versione in italiano.
Nel 2005 il brano fece parte della colonna sonora del film spagnolo Vida Y Color, diretto da Santiago Tabernero, presentato al Cinema. Festa internazionale di Roma 2006, nell'edizione riarrangiata in spagnolo per José Mercé.
Nel 2019 è uscita in Germania una versione techno con il titolo Mmbl, campionando l'incisione francese (non accreditata) di Julio Iglesias per l'album Crazy (1994).